# Метт Тарґетт
Метт Тарґетт  (англ. Matt Targett, 24 грудня 1985) — австралійський плавець, олімпійський медаліст.

## Виступи на Олімпіадах
| Олімпіада   | Дисципліна                            | Місце                 |
| ----------- | ------------------------------------- | --------------------- |
| Пекін 2008  | плавання на 100 метрів вільним стилем | 7                     |
| Пекін 2008  | естафета 4 × 100 вільним стилем       | 3                     |
| Пекін 2008  | комплексна естафета 4 × 100           | 2 (попередні запливи) |
| Лондон 2012 | естафета 4 × 100 вільним стилем       | 4                     |
| Лондон 2012 | комплексна естафета 4 × 100           | 3                     |